# Noémie Kocher
Pour les articles homonymes, voir Kocher.
Noémie Kocher, née le 18 novembre 1969 à Lausanne, est une actrice et scénariste suisso-canadienne.

## Biographie
Née à Lausanne, Noémie Kocher est l'arrière-petite fille de Georges Schaeren, créateur en 1918 de la marque de montres Mido, connue pour être une pionnière dans l'horlogerie de précision (qui lui inspire le scénario du film Le Temps d'Anna). Elle grandit à Montréal et à La Chaux-de-Fonds en Suisse,.
En 1989, elle intègre le Cours Florent dans la classe de Francis Huster et Isabelle Nanty. Elle poursuit également des études universitaires et obtient un Diplôme d'études approfondies (DEA) en Théâtre et arts du spectacle.
Au théâtre, Noémie Kocher est mise en scène par Patrice Leconte avec Gérard Darmon et Irène Jacob dans Je l'aimais, puis dans Confidences trop intimes avec Christophe Malavoy.
Actrice au cinéma et à la télévision, Noémie Kocher est également scénariste. En 2007, elle coécrit avec le réalisateur Jacob Berger le long métrage Une journée avec Bruno Todeschini et Natacha Régnier qui obtient le prix de la mise en scène au Festival des films du monde de Montréal. En 2016, la schizophrénie de son arrière-grand-mère lui inspire le téléfilm Le Temps d'Anna de Grzegorz Zgliński puis en 2018 elle suit la radicalisation d'une jeune femme dans Dévoilées de Jacob Berger avec Marthe Keller et Julie Gayet qui vaut à Lola Créton le prix jeune espoir féminin Adami au Festival de la fiction TV de La Rochelle.
Depuis 2007, elle est la marraine de l'Organisation mondiale contre la torture. Elle enseigne également à l'École internationale de cinéma de Paris.

## Affaire judiciaire
En 2001, elle porte plainte pour harcèlement sexuel contre le réalisateur Jean-Claude Brisseau. Celui-ci est condamné par le tribunal correctionnel de Paris le 15 décembre 2005 à un an de prison avec sursis et à 15 000 € d'amende pour harcèlement sexuel sur deux actrices dont Noémie Kocher lors d'auditions pour son film Choses secrètes,.

## Filmographie

### Cinéma
- 1991 : Samy et Niklaus d'Alain Bloch
- 1993 : L'Honneur de la tribu de Mahmoud Zemmouri : la secrétaire d'Oumar
- 1998 : La Dame du jeu d'Anna Brasi : Veronica
- 1999 : Les Savates du bon Dieu de Jean-Claude Brisseau : le professeur du collège
- 1997 : Une femme très très très amoureuse d'Ariel Zeitoun
- 2002 : Aime ton père de Jacob Berger : Marthe
- 2007 : Une journée de Jacob Berger : Mathilde
- 2010 : Liebling, lass uns scheiden de Jürg Ebe : Sophie Cadieu
- 2016 : Demain tout commence d'Hugo Gélin : la mère de famille sur le yacht
- 2017 : Des amours, désamour de Dominic Bachy : Luna
- 2018 : Happy face d'Alexandre Franchi : Augustine
- 2020 : Amel? de Josua Zehner et Jonas Bomba : Amel

### Télévision
- 1991 : Cas de divorce : Madame Charlet (saison 117)
- 1993 : Nestor Burma d'Henri Helman : Yolande (saison 2, épisode 4)
- 1994 : Parfum de meurtre (Target of Suspicion) (téléfilm) de Bob Swaim ; Julie
- 1994 : Passé sous silence (téléfilm) d'Igaal Niddam ; Martine
- 1996 : Julie Lescaut de Jacob Berger : Rita
- 1997 : La Sauvageonne (téléfilm) de Stéphane Bertin : Hélène
- 1997 : Rachel et ses amours (téléfilm) de Jacob Berger : Rachel
- 1997 : Le Roi en son moulin (téléfilm) de Jacob Berger : Pauline
- 1998 : Une femme d'honneur de Bernard Uzan : Hélène Lepage (saison 1, épisode 7)
- 1998 : Un cadeau, la vie (téléfilm) de Jacob Berger : Romane
- 1999 : Les Agneaux (téléfilm) de Marcel Schüpbach : Nadia
- 1999 : Premier de cordée (téléfilm) d'Édouard Niermans : Geneviève
- 1999 : Le Juge est une femme de Pierre Boutron : Léa
- 2000 : Vertige, épisode Confession d'un tueur d'Alexis Lecaye : Emilienne
- 2000 : Starhunter, épisode The Man who Sold the World de Luc Chalifour : Belle
- 2000 à 2004 : Julie Lescaut, épisodes La Nuit la plus longue de Pierre Aknine, Disparitions d'Alain Wermus, Une jeune fille en danger de Klaus Biedermann, Amour blessé de Klaus Biedermann, Le Mauvais fils d'Alain Wermus, L'Orphelin d'Alain Wermus : Rachel
- 2001 : De toute urgence (téléfilm) de Philippe Triboit ; Vanessa
- 2001 : Les Ex font la loi (téléfilm) de Philippe Triboit
- 2002 : Nestor Burma de Jacob Berger : Viviane Sinclair
- 2002 : Femmes de loi de Denis Amar ; Judith Cazes
- 2002 : Brigade des mineurs de Miguel Courtois
- 2003 : Dream Team de Geoff Harris
- 2004 : Faites le 15 (téléfilm) d'Étienne Dhaene : Véronique Barthes
- 2004 : Trop jeune pour moi ? (téléfilm) de Patrick Volson : Carmen
- 2004 : La Nuit du meurtre (téléfilm) de Serge Meynard ; Marianne Laclos
- 2005 : Père et Maire de Regis Musset ; Océane (saison 4, épisode 2)
- 2005 : Carla Rubens de Bernard Uzan ; Olivia Férol (saison 1, épisode 1)
- 2005 : La Crim', épisode Effets secondaires de François Luciani ; Florence Fortel
- 2005 : Vénus et Apollon, épisode Soin mystère de Olivier Guignard ;
- 2006 : Henry Dunant, du rouge sur la croix (téléfilm) de Dominique Othenin-Girard : Léonie Bourg-Thibourg
- 2006 : Avocats et Associés, épisode À corps perdu de Denis Malleval : Barbara Fougerolles
- 2006 : Passés troubles (téléfilm) de Serge Meynard
- 2008 : Paris, enquêtes criminelles de Gérard Marx : Maître Alexandra Servan (saison 2, épisode 4)
- 2008 : Miroir mon beau miroir (téléfilm) de Serge Meynard : L'avocate
- 2008 : Julie Lescaut de Jean-Michel Fages : Noémie Charrier (saison 17, épisode 3)
- 2009 : Comme un jeu d'enfant (téléfilm) de Daniel Janneau : La pharmacienne
- 2009 : La Liste (téléfilm) de Christian Faure : Laura Berger
- 2009 : Joséphine, ange gardien : Marlène Delattre (saison 7, épisode 7)
- 2009 : RIS police scientifique, épisode Feu intérieur de Jérôme Navarro : Elisabeth Zulanski
- 2009 : Beauté fatale (téléfilm) de Claude-Michel Rome : La candidate Orlange
- 2010 : Les Virtuoses, épisode Une pure coïncidence de Claude-Michel Rome : Sandra Beckman
- 2011 : Doc Martin, épisode La Nuit de l'amour de Didier Delaître : Marina Prat
- 2012 : RIS police scientifique, épisode Magie Noire de Julien Zidi : Marcia Machado
- 2013 : Plus belle la vie : Catherine Durant
- 2014 : Le Juge est une femme, épisode Au cœur du mal d'Eric Le Roux : Carole Garrel
- 2014 : Camping Paradis : Agnès (saison 6, épisode 2)
- 2015 : Dame de feu (téléfilm) de Camille Bordes-Resnais : Journaliste
- 2015 : Section de recherches (série télévisée), épisode Les Loups : Pauline Domergue
- 2015 : Cherif, épisode Rendez-vous mortels : Marie Dujol
- 2016 : Agathe Koltès : Estelle Caron
- 2016 : Le Temps d'Anna (téléfilm) de Grzegorz Zgliński
- 2017-2020 : Über die Grenze : Ségolène Combass
- 2017 : Commissaire Magellan, épisode Pour ma fille : Agnès Vermont
- 2017 : Cassandre, épisode Le Pacte : Laura Genefort
- 2017 : Rien ne vaut la douceur du foyer (téléfilm) de Laurent Jaoui : Christine
- 2018 : Crimes parfaits, épisode Marché de Dupes de Julien Zidi : Eve
- 2019 : Le Temps est assassin (téléfilm) de Claude-Michel Rome : Aurélia Garcia en 2019
- 2019 : Quartier des Banques : Clara (saison 2)
- 2019 : Prière d'enquêter : Florence Roques (saison 1, épisode 3)
- 2020 : La Garçonne de Paolo Barzman : Madame Vandel
- 2020 : Le Juge est une femme, épisode Rumeurs de Julien Zidi : Hélène Briard
- 2021 : Tatort, Der Herr des Waldes : Julie Huiblot, la mère française
- 2023 : Morts au sommet (téléfilm) d'Éric Valette : Louise
- 2024 : Camping Paradis : Nathalie (saison 15, épisode 2)

### Scénariste
- 2007 : Une journée de Jacob Berger, coécrit avec Jacob Berger
- 2016 : Le Temps d'Anna, téléfilm de Grzegorz Zgliński, coécrit avec Henri Helman
- 2018 : Dévoilées, téléfilm de Jacob Berger
- 2019 : Quartier des Banques, série télévisée, 6 épisodes

### Courts métrages
- 1996 : Vue de chien de Pascal Voisine
- 1997 : Papa de mes rêves de Stéphanie Vasseur
- 2001 : Split creens de Pascal Voisine
- 2002 : J'aurais jamais cru de Gauthier Flauder
- 2003 : L'amour branque de Pascal Voisine
- 2009 : Privation de Charles Guérin-Surville
- 2010 : Après la pluie de Jeremie Schellaert ; Mary Jane
- 2011 : Famille de Laurent Guillermin
- 2013 : Envie de toi de Dominic Bachy

### Voix
- 2010 : Megamind (film d'animation) de Tom Mc Grath
- 2011 : Chronique d'un Iran interdit de Manon Loizeau, documentaire
- 2012 : Prophets of Science Fiction (en), documentaire
- 2012 : Maniac, film de Franck Khalfoun, voix de America Olivo
- 2015 : Yémen le cri des femmes de Manon Loizeau, documentaire
- 2015 : Quand homo sapiens faisait son cinéma de Pascal Cuissot et Marc Azéma, documentaire

## Théâtre

### Actrice
- 1991 : La Ronde d'Arthur Schnitzler, mise en scène Isabelle Nanty, Théâtre du Lucernaire
- 1992 : La Double Inconstance de Marivaux, mise en scène JP Garnier, Théâtre du Lucernaire
- 1994 : La guerre de Troie n'aura pas lieu de Jean Giraudoux, mise en scène Francis Huster
- 1994 : Cœur de Marbre, mise en scène Cyril Tissot
- 2007-2008 : Confidences trop intimes de Jérôme Tonnerre, mise en scène Patrice Leconte, théâtre de l'Atelier
- 2010-2011 : Je l'aimais d'Anna Gavalda, mise en scène Patrice Leconte, théâtre de l'Atelier, tournée
- 2010 : Amadeus, mise en scène John Axelrod
- 2014 : Secrets, Œuvres de Mozart, Fauré, Granados, Chopin, Tailleferre, Berio et Michel Legrand, mise en scène Noémie Kocher, Musée Würth France Erstein[10]

### Mise en scène
- 2014 : Secrets, Œuvres de Mozart, Fauré, Granados, Chopin, Tailleferre, Berio et Michel Legrand, Musée Würth France Erstein

## Distinctions

### Prix
- Prix de la Fondation Beaumarchais 2004 : Meilleur scénario pour Une journée

### Nomination
- Prix du cinéma suisse 2008 : Meilleur scénario pour Une journée